# Hiraishi Kenta
Kenta Hiraishi (sinh ngày 26 tháng 6 năm 1985) là một cầu thủ bóng đá người Nhật Bản.

## Sự nghiệp câu lạc bộ
Kenta Hiraishi đã từng chơi cho Ube Yahhh-Man và Avispa Fukuoka.